# Rattus baluensis
Rattus baluensis is een rat die voorkomt op Gunung Kinabalu in Sabah, het noordelijkste deel van Borneo. Het dier leeft in bergregenwoud; hij schijnt algemeen te zijn in zijn kleine verspreidingsgebied. Over het algemeen lijkt hij het meeste op R. tiomanicus, waar hij waarschijnlijk aan verwant is.
R. baluensis lijkt oppervlakkig op R. korinchi uit Sumatra, die lang tot dezelfde soort is gerekend, maar heeft een kortere staart en een grijze buik. Ook hebben exemplaren van R. baluensis minder staartschubben dan R. korinchi. Anders dan R. korinchi heeft R. baluensis nooit een borstel aan de staart. Vrouwtjes hebben een pectoraal, een postaxillarieel, twee abdominale en een inguinaal paar mammae. De kop-romplengte bedraagt 158 tot 188 mm, de staartlengte 175 tot 205 mm, de achtervoetlengte 30 tot 35 mm en de schedellengte 39 tot 44 mm.
Aziatische zwarte rat (Rattus tanezumi)
· Bruine rat (Rattus norvegicus)
· Engganorat (Rattus enganus)
· Nillubergrat (Rattus montanus)
· Polynesische rat (Rattus exulans)
· Rattus adustus
· Rattus andamanensis
· Rattus arfakiensis
· Rattus argentiventer
· Rattus arrogans
· Rattus baluensis
· Rattus blangorum
· Rattus bontanus
· Rattus burrus
· Rattus ceramicus
· Rattus colletti
· Rattus detentus
· Rattus elaphinus
· Rattus everetti
· Rattus facetus
· Rattus feileri
· Rattus feliceus
· Rattus fuscipes
· Rattus giluwensis
· Rattus hainaldi
· Rattus halmaheraensis
· Rattus hoffmanni
· Rattus hoogerwerfi
· Rattus jobiensis
· Rattus koopmani
· Rattus korinchi
· Rattus leucopus
· Rattus losea
· Rattus lugens
· Rattus lutreolus
· Rattus macleari
· Rattus marmosurus
· Rattus mindorensis
· Rattus mollicomulus
· Rattus mordax
· Rattus morotaiensis
· Rattus nativitatis
· Rattus nikenii
· Rattus niobe
· Rattus nitidus
· Rattus novaeguineae
· Rattus ombirah
· Rattus omichlodes
· Rattus osgoodi
· Rattus palmarum
· Rattus pelurus
· Rattus pococki
· Rattus praetor
· Rattus pyctoris
· Rattus ranjiniae
· Rattus richardsoni
· Rattus sakeratensis
· Rattus salocco
· Rattus sanila
· Rattus satarae
· Rattus simalurensis
· Rattus sordidus
· Rattus steini
· Rattus stoicus
· Rattus taliabuensis
· Rattus tawitawiensis
· Rattus timorensis
· Rattus tiomanicus
· Rattus tunneyi
· Rattus vandeuseni
· Rattus verecundus
· Rattus villosissimus
· Rattus xanthurus
· Zwarte rat (Rattus rattus)